# ذو النون الأطرقجي
ذو النون يونس مصطفى غزال الأطرقجي (19 سبتمبر 1939) شاعر عراقي. ولد في مدينة الموصل. حصل على البكالوريوس من كلية التربية بجامعة بغداد ، والماجستير من كلية الآداب بجامعة الموصل. عمل مدرّساً في العراق والجزائر، ثم رئيسًا لقسم اللغة العربية في معهد المعلّمين المركزي في الموصل. عضو تحرير جريدة الحدباء الموصليّة، ورئيس فرع الاتحاد العام للأدباء والكتّاب في نينوى. نشر شعر في الصحف والمجلّلات المحلية. دواوينه الشعرية الترجّل عن صهوة البراق 1975، ارتسامات أولى لوجه البحر 1977، حجر الحكمة 1987. وله مؤلفات أخرى في مجال الدراسات الأدبية.

## سيرته
ولد ذو النون يونس مصطفى الأطرقجي في 19 سبتمبر 1939 في مدينة الموصل. درس المراحل الابتدائية والمتوسطة والثانوية بالموصل، وحصل على البكالوريوس من كلية التربية بجامعة بغداد، والماجستير من كلية الآداب بجامعة الموصل. عمل بالتدريس في العراق وأوفد للتدريس في الجزائر، وعمل رئيس لقسم اللغة العربية في معهد المعلمين المركزي بالموصل.

هو عضو تحرير جريدة الحدْباء الموصلية، ورئيس فرع الاتحاد العام للأدباء والكتاب في نينوى لثلاث دورات متتالية .

## شعره
نشر الكثير من شعره في الصحف والمجلات المحلية. بدأ بكتابة الشعر الديني، كما بدأ بالشعر العمودي ثم تحول إلى شعر التفعيلة .

## مؤلفاته
- الترجل عن صهوة البراق، ديوان شعري، 1975
- ارتسامات أولى لوجه البحر، ديوان شعري، 1977
- حجر الحكمة، ديوان شعري، 1987
- موسوعة الموصل الحضارية

## وصلات خارجية
- ذو النون الاطرقجي في أرشيف المجلات